# Eruguera de Nova Guinea
L'eruguera de Nova Guinea (Edolisoma melas) és una espècie d'ocell de la família dels campefàgids (Campephagidae).

## Hàbitat i distribució
Habita els boscos de les illes Aru, i a Waigeo, Batanta i Salawati de les illes Raja Ampat. Nova Guinea, incloent les illes Yapen.